# Declana callista
Declana callista är en fjärilsart som beskrevs av John Tenison Salmon 1946. Declana callista ingår i släktet Declana och familjen mätare. Inga underarter finns listade i Catalogue of Life.